# Territori del Txad
El Territori del Txad fou un domini colonial francès que va existir entre el 1903 i el 1920.

## Història

### Territori Militar
El 29 de desembre de 1903 la circumscripció de les Terres i Protectorats del Txad esdevenia el Territori Militar del Txad (a vegades només Territori del Txad) sota administració d'un comandant militar francès. El 1906 el territori fou agregat a la colònia de l'Ubangui-Chari que va passar a dir-se Ubangui-Chari-Txad, si bé el que era l'Ubangui-Chari s'administrava separadament del territori militar del Txad que romania sota un comandant militar supeditat al governador de l'Ubangui-Chari.
Com a tal territori militar i amb la supeditació a l'Ubangui-Chari, el territori del Txad va entrar en la federació colonial de l'Àfrica Equatorial Francesa (AEF) el 15 de gener de 1910. El Txad va perdre la seva condició de territori militar el 14 de maig de 1915, però, com que estava en curs la Primera Guerra Mundial, de fet va seguir administrat per comandant militars durant cinc anys. El 12 d'abril de 1916 el territori del Txad fou separat de la colònia de l'Ubangui-Chari, però no va perdre la seva administració militar fins al 17 de març de 1920 quan es va convertir en colònia dins de l'AEF. Vegeu Colònia del Txad.

### Governants

#### Comandants militars (supeditats al governador de l'Ubangui-Chari)
- 1906 - 1908 Victor Emmanuel Étienne Largeau (2a vegada, la primera fou del 1903 al 1904)
- 1908 - 1909 Constant Millot
- 1909 - 1910 Alexandre Marie Henry Moll
- 1910 - 1911 Joseph Édouard Maillard
- 1911 - 1912 Victor Emmanuel Étienne Largeau (3a vegada)
- 1912 - 1913 James Édouard Hirtzman
- 1913 - 1915 Victor Emmanuel Étienne Largeau (4a vegada)

#### Administradors
- 1915 - 1917 Victor Emmanuel Merlet
- 1917 - 1918 Clément Léon Martelly (interí)
- 1918 - 1920 Albert Ducarre (interí)

### Regió i Territori ultramarí
El 30 de juny de 1934 la colònia del Txad dins l'AEF esdevenia la regió del Txad; el nom de regió fou canviat el 31 de desembre de 1937 pel de Territori d'Ultramar. Després de l'ocupació alemanya de França el territori va quedar per la França Lliure el 26 d'agost de 1949 mercès a la decidida acció del cap del territori Felix Éboué. El 27 d'octubre de 1946 tots els territoris ultramarins de França van passar a ser Territoris francesos d'Ultramar, i en aquest cas el Txad sempre dins de l'AEF. Des de 1958 l'administració va anant preparant-se per esdevenir independent i el 28 de novembre de 1958 es va convertir en la república autònoma del Txad, que va accedir a la independència l'11 d'agost de 1960.

### Governants

#### Comandants de la regió (subordinat al governador delegat de l'Ubangui-Chari)
- 1934 - 1938 Charles Dagain
- 1935 - 1936 Maurice Falvy (suplent)
- 1938 Gabriel Fortuné (suplent)
- 1938 Émile Buhot-Launay (suplent)

#### Caps del territori
- 1938 - 1939 Charles Dagain
- 1939 - 1940 Adolphe Félix Sylvestre Éboué
- 1940 - 1941 Philippe Leclerc (interí)
- 1941 - 1942 Pierre-Olivier Lapie
- 1942 - 1943 André Jean Gaston Latrille
- 1943 - 1946 Jacques Camille Marie Rogué
- 1944 - 1944 François Casamatta (suplent)
- 1945 Auguste Léon Valentin Éven (suplent)
- 1946 Adrien Léger (suplent)

#### Governadors
- 1946 - 1949 Jacques Camille Marie Rogué (segona vegada)
- 1946 Adrien Léger (suplent)
- 1949 François Casamatta (segona vegada)
- 1949 Paul Hippolyte Julien Marie Le Layec
- 1949 - 1951 Henry Jean Marie de Mauduit
- 1951 Charles Émile Hanin
- 1951 1951 François Casamatta (tercera vegada)
- 1951 - 1956 Ignace Jean Aristide Colombani
- 1956 - 1958 René Troadec

#### Alts Comissionats
- 1958 - 1959 René Troadec
- 1959 - 1960 Daniel Marius Doustin